# Pour notre vallée
Pour notre Vallée (PNV) est un ancien parti politique centriste valdôtain. Il est créé en novembre 2016 à partir d'une scission de l'Union valdôtaine (UV) et cesse ses activités en 2020.

## Historique
En novembre 2016, deux conseillers régionaux de la Vallée d'Aoste, l'ancien sénateur Antonio Fosson et Claudio Restano quittent l'Union valdôtaine (UV) en raison de divergences avec Auguste Rollandin, le président de la région autonome. Ils créent le groupe parlementaire Pour notre Vallée qui participe à la coalition soutenant le gouvernement régional dirigé par l'UV et qui comprend l'Union valdôtaine progressiste (UVP), la Stella alpina et le Parti démocrate (PD).
En mars 2017, PNV vote pour une motion de censure contre le gouvernement Rollandin et participe au nouveau gouvernement dirigé par Pierluigi Marquis avec le soutien également de l'UVP, de la Stella alpina et d'Autonomie Liberté Participation Écologie (ALPE). Claudio Restano devient assesseur au tourisme, au sport, au commerce et aux transports.
En juin 2017, le groupe parlementaire est rejoint par un dissident de l'UV et prend le nom d'Area Civica - Pour notre Vallée, puis en septembre suivant, il se réunit avec la Stella alpina et prend le nom de Area Civica - Stella Alpina - Pour Notre Vallée.
Le 11 octobre suivant, Pierluigi Marquis démissionne et Laurent Viérin, de l'UVP, est élu pour lui succéder. PNV ne participe pas à la nouvelle coalition et se retrouve dans l'opposition.
Le 20 mai 2018, lors des élections régionales, l'alliance Stella Alpina-Area civica-Pour notre vallée termine en troisième position avec 10,66 % des voix et obtient quatre sièges de conseillers. L'alliance participe au nouveau gouvernement dirigé par Nicoletta Spelgatti de la Ligue du Nord, avec ALPE et Mouv'.
À la suite d'une motion de censure contre le gouvernement de Nicoletta Spelgatti, Antonio Fosson est élu président de la région le 10 décembre 2018 et forme une nouvelle junte de gouvernement regroupant PNV, l'UV, l'UVP, ALPE et la Stella Alpina.
Pour les élections régionales de septembre 2020, PNV se présente sur une liste commune de centre droit avec Forza Italia et Frères d'Italie qui n'obtient aucun siège au Conseil de la Vallée. Il cesse alors ses activités.